# Парламентські вибори у Великій Британії 1880
Парламентські вибори у Великій Британії проходили з 31 березня по 27 квітня 1880 року.
Виборча кампанія лібералів під час виборів була побудована на критиці політики Великої Британії на Балканах. Консервативний уряд Бенджаміна Дізраелі, що на той часом став Лордом Біконсфілд, підтримував Оттоманську імперію, хоча суспільна думка після жорстоко придушеного Квітневого повстання 1876 року в Болгарії була налаштована протилежно. Очолював кампанію колишній лідер партії Вільям Гладстон, який балотувався в окрузі Мідлотіан, внаслідок чого кампанія отримала назву Мідлотіанська.
Внаслідок виборів ліберали здобули переконливу перемогу та отримали право сформувати уряд. Однак їхні лідери Лорд Хартінгтон і граф Гранвіль відмовилися від цього на користь Вільяма Гладстона, який повернувся у лідери партії.

## Результати
| Партія               | Лідер              | Відсоток голосів | Відсоток голосів | Місць в парламенті |
| Партія               | Лідер              | кількість        | %                | Місць в парламенті |
| -------------------- | ------------------ | ---------------- | ---------------- | ------------------ |
| Ліберальна партія    | Лорд Хартінгтон    | 1 836 423        | 54,7%            | 352                |
| Консервативна партія | Бенджамін Дізраелі | 1 426 351        | 42,5%            | 237                |
| Ліга Гомруля         | Вільям Шоу         | 95 535           | 2,8%             | 63                 |
| Всього               | Всього             | 3 359 416        | 100%             | 652                |